# Patinoire de Graben
La Patinoire de Graben est une patinoire située à Sierre dans le canton du Valais. Le Hockey Club Sierre y joue ses rencontres.

## Historique
La patinoire a été construite en 1958. Au début des années 2020, sa capacité, limitée à 4500 places, son état de vétusté et l'impossibilité de s'aggrandir sur place provoquent une réflexion sur la construction d'un nouvel équipement. Une nouvelle patinoire de 7000 places est alors projetée aux Condémines, la Valais Arena, qui devrait ouvrir en 2027 ou 2028. La patinoire de Graben devrait alors être détruite et son emplacement transformé soit en espace vert, soit en rocade.